# Walter Szołtysek
Walter Wilhelm Szołtysek (dziś Scholtyssek) (ur. 3 sierpnia 1942 r. w Bielszowicach, dzielnicy Rudy Śląskiej) – polski sztangista.
Wygrał wiele zawodów w Europie Wschodniej w latach 60. i 70. W USA  został wicemistrzem w wadze muszej. Szołtysek miał jechać na Igrzyska olimpijskie do Meksyku w roku 1968 i do Monachium w roku 1972, jednak zatrzymała go choroba. Na początku lat 70. zakończył karierę sportową.

## Medale

### Medale z Mistrzostw Świata
| brąz   | Warszawa 1969 | waga musza | 102,5 kg+102,5 kg+137,5 kg = 342,5 kg |
| srebro | Columbus 1970 | waga musza | nieznane                              |

### Medale z Mistrzostw Europy
| srebro | Leningrad 1968   | waga kogucia | 105,0 kg+100,0 kg+130,0 kg = 335,0 kg |
| brąz   | Warszawa 1969    | waga musza   | 102,5 kg+102,5 kg+137,5 kg = 342,5 kg |
| brąz   | Szombathely 1970 | waga kogucia | 110,0 kg+107,5 kg+135,0 kg = 352,5 kg |
| brąz   | Sofia 1971       | waga kogucia | 110,0 kg+105,0 kg+135,0 kg = 350,0 kg |